# 哈姆恰爾卡鄉
45°07′N 28°22′E / 45.117°N 28.367°E
哈姆恰爾卡鄉（羅馬尼亞語：Comuna Hamcearca, Tulcea），是羅馬尼亞的鄉份，位於該國東南部，由圖爾恰縣負責管轄，面積127平方公里，海拔高度98米，2002年人口1,501，人口密度每平方公里12人。